# Cotycicuiara
Cotycicuiara is een kevergeslacht uit de familie van de boktorren (Cerambycidae). De wetenschappelijke naam van het geslacht werd voor het eerst geldig gepubliceerd in 2008 door Galileo & Martins.

## Soorten
Cotycicuiara omvat de volgende soorten:
- Cotycicuiara acuminata Galileo & Martins, 2012
- Cotycicuiara alternata Galileo & Martins, 2008
- Cotycicuiara bahiensis Galileo & Martins, 2008
- Cotycicuiara boliviana Galileo & Martins, 2008
- Cotycicuiara chionea Martins & Galileo, 2010
- Cotycicuiara guiana Galileo & Martins, 2012
- Cotycicuiara latifascia Galileo & Martins, 2008
- Cotycicuiara magnifica Galileo & Martins, 2011
- Cotycicuiara multicava Martins & Galileo, 2010
- Cotycicuiara multifasciata Galileo & Martins, 2008
- Cotycicuiara nivaria Martins & Galileo, 2010
- Cotycicuiara oicepe Martins & Galileo, 2010
- Cotycicuiara pertusa Martins & Galileo, 2010
- Cotycicuiara venezuelensis Galileo & Martins, 2008